# Liwo
Liwo is een bestuurslaag in het regentschap Flores Timur van de provincie Oost-Nusa Tenggara, Indonesië. Liwo telt 566 inwoners (volkstelling 2010).